# Charles Bailyn
Charles David Bailyn (sinh ngày 27.10.1959) là giáo sư Thiên văn học và Vật lý học ở Đại học Yale. Bản luận án tiến sĩ của ông về các sao kép phát ra tia X đã mang lại cho ông Giải Robert J. Trumpler.
Lãnh vực nghiên cứu của Bailyn gồm Thiên văn học Năng lượng cao và Thiên văn học thiên hà. Ông đã xuất bản trên 100 bài khảo cứu về các đề tài trên.
Mùa xuân 2007, Bailyn đã ghi âm ASTR 160, Frontiers and Controversies in Astrophysics, một phần của sáng kiến Open Yale Courses.
Bailyn đoạt Giải Bruno Rossi 2009 cho công trình nghiên cứu khối lượng các lỗ đen.